# 馬鹿まるだし
『馬鹿まるだし』（ばかまるだし）は、1964年に松竹が制作、公開した山田洋次監督の映画。「馬鹿シリーズ」の第1作。
本項では、ドラマ版についても記述する。

## 概要
初期の山田洋次作品に俳優として欠かせない存在となるハナ肇、そして後に『男はつらいよ』シリーズ全48作などを手がけた撮影監督の高羽哲夫と、山田が組んだ最初の作品である。ハナがリーダーのクレージーキャッツからは植木等（東宝との関係のためノンクレジット）、犬塚弘、安田伸、石橋エータロー、桜井センリが出演している。

## ストーリー
瀬戸内の小さな町、シベリア帰りの安五郎が淨念寺に転がり込み、住職の長男の妻（ご新造さん）夏子に一目惚れ。やがて町のボスとなった安五郎は労働争議を解決するなど大活躍する。しかし、町の勢力を反対派に握られ、人々の目は冷たくなっていき、淨念寺にも出入り禁止となってしまう。そんな折、誘拐事件が起こる。名誉挽回のチャンスだと誘拐犯を追いかけた安五郎だったが…。

## スタッフ
- 監督：山田洋次
- 脚本：加藤泰、山田洋次
- 原作：藤原審爾「庭にひともと白木蓮」より
- 製作：脇田茂
- 企画：市川喜一
- 撮影：高羽哲夫
- 美術：佐藤公信
- 音楽：山本直純
- 録音：松本隆司
- 調音：佐藤宏文
- 照明：戸井田康国
- 編集：浦岡敬一
- 助監督：不破三雄
- 装置：中島好男
- 装飾：鈴木八州雄
- 衣装：田口ヨシエ
- 現像：東京現像所
- 録音技術：土屋勵
- 色彩技術：倉橋芳宏
- 渉外事務：秦野賢児
- 撮影助手：青本澄夫
- 録音助手：鈴木正男
- 照明助手：内田喜夫
- 進行：末松昭太郎

## キャスト
- 安五郎：ハナ肇
- 夏子：桑野みゆき
- 八郎：犬塚弘
- 伍助：桜井センリ
- 山形：安田伸
- 先生：石橋エータロー
- 日之出巡査：長門勇
- 主水屋：三井弘次
- 辰巳屋：石黒達也
- 浄閑和尚：花沢徳衛
- 赤木会長：小沢栄太郎
- きぬ： 髙橋とよ
- 小万：関千恵子
- 旅一座座員：桜むつ子
- 静子：清水まゆみ
- 睦子：水科慶子
- 旅一座座長：松本染升
- 阿部脩（大映）
- 毛利前工場長：井上正彦
- 末永功
- 山本幸栄
- 園田哲也
- 長谷川竜男
- 桜京美
- 清十郎の妻：久里千春
- 泥棒：渡辺篤
- 新山ノリロー・トリロー
- 滝沢ノボル
- 柳沢譲二
- 青柳直人
- 小林志津雄
- 水木涼子
- 秩父晴子
- 竹田法一
- 人見修
- 草加新工場長：土紀洋児
- 大杉莞児
- 落合進之助
- 本橋正一
- 芦原健二
- 荒瀬友孝
- 坪井洋二
- 栗原嘉明
- 松崎眞介
- 仲子大助
- 二階堂博
- 遠山文雄
- 高木信夫
- 朝海日出男
- 高杉裕児
- 園田健二
- 川村直巳
- 野沢浩志
- 山本夛美
- 小野千鶴子
- 那須恵子
- 堀真奈美
- 深山悦子
- 光映子
- 針生ふみ子
- 比良多見子
- 寺田佳世子
- 谷よしの
- 後藤泰子
- 河村百合子
- 戸川美子
- 村上記代
- 宮さん：藤山寛美（特別出演）
- 萬やん：渥美清（特別出演）
- 浦上町長：野々村潔

### ノンクレジット出演
- 労組委員長：穂積隆信（本編[要追加記述]では別の俳優が演じている）
- ナレーション（清十郎）：植木等（本編[要追加記述]にも出演）

## ドラマ版
テレビドラマ版は『ハナ肇の「馬鹿まるだし」』というタイトルで、1964年9月28日から同年11月16日まで、当時ハナ・植木・谷啓・藤田まことがローテーションで出演するドラマ枠『おれの番だ!』（TBS系列。月曜21:30 - 22:00。ロート製薬一社提供）で放送された。

### スタッフ
- 原作：藤原審爾
- 脚本：山田洋次ほか
- 演出：宮武昭夫

### キャスト
- 安五郎：ハナ肇
- 桜町弘子
- 永井秀和
- 犬塚弘
- 中尾ミエ

ほか